# Món khai vị
Món khai vị (tiếng Pháp phân biệt hors d'œuvre và entrée, tiếng Anh: appetizer hoặc starter) là một món ăn nhỏ dùng trước bữa ăn. Một số món khai vị là lạnh, một số món khác lại nóng. Các món ăn khai vị có thể được phục vụ tại bàn ăn tối như một phần của bữa ăn, hoặc chúng có thể được phục vụ trước khi ngồi. Trước đây, các món khai vị cũng được phục vụ giữa các món ăn chính.
Thông thường là món ăn nhỏ hơn món ăn chính, món khai vị thường được thiết kế để được ăn bằng tay (với sử dụng dao kéo ở mức tối thiểu).

## Thư viện ảnh

Món khai vị
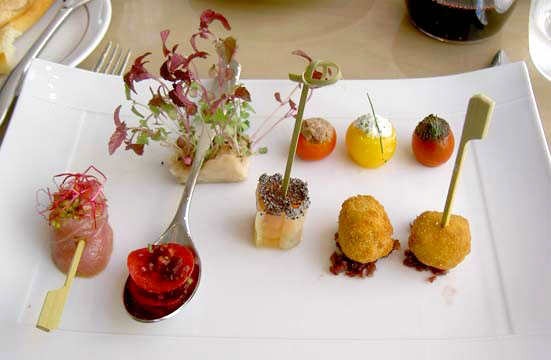
Appetizers in a restaurant
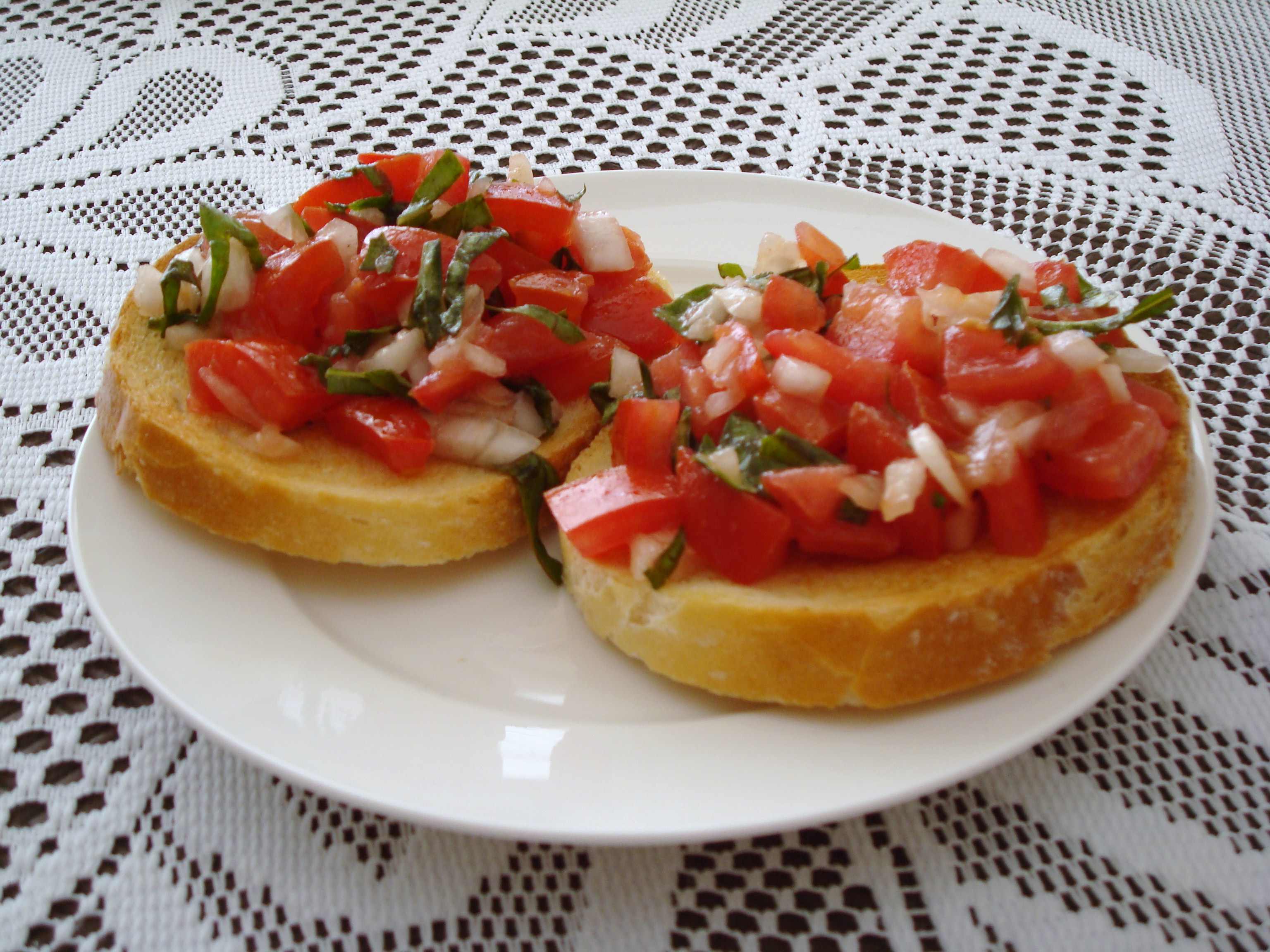
Tomato bruschetta
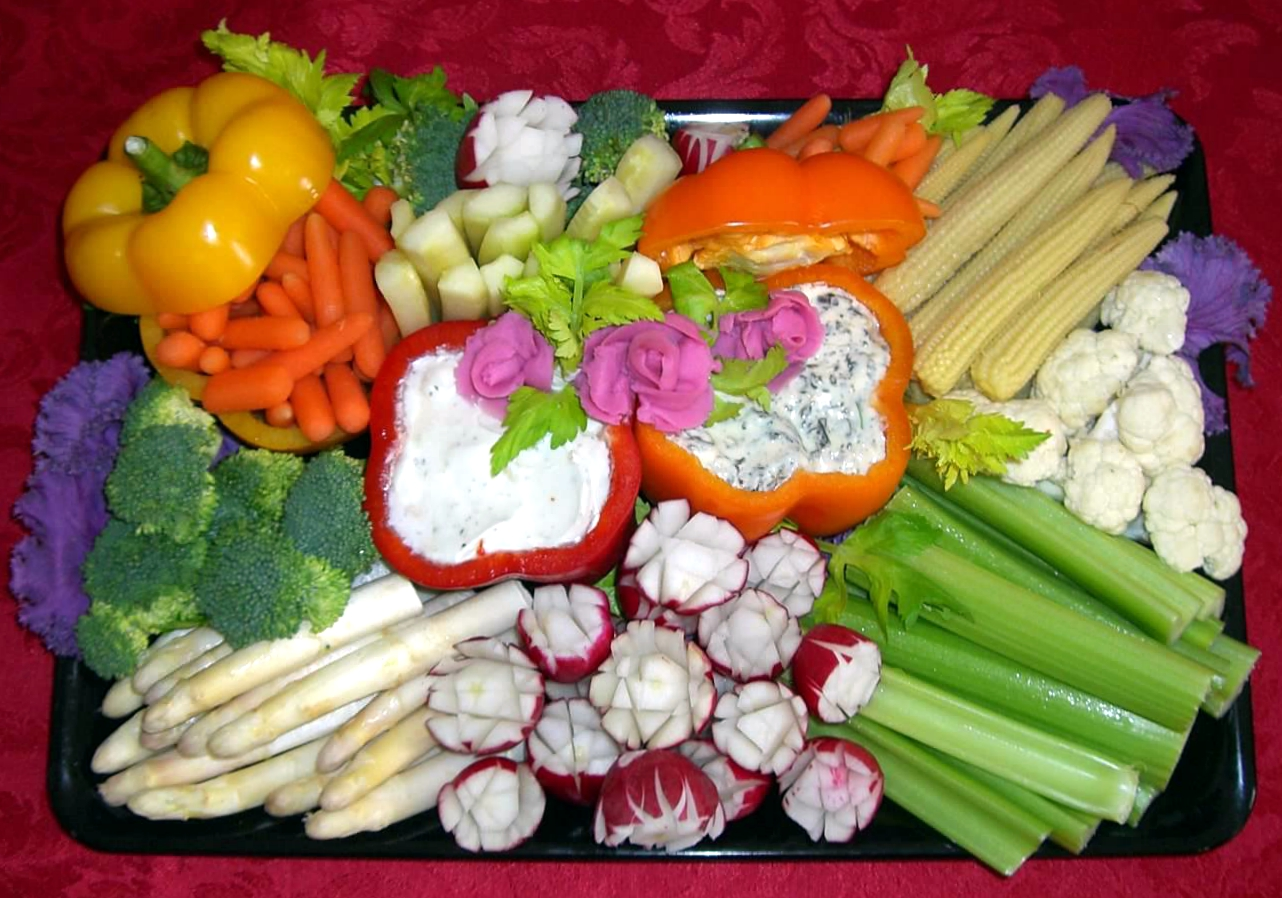
Various crudités
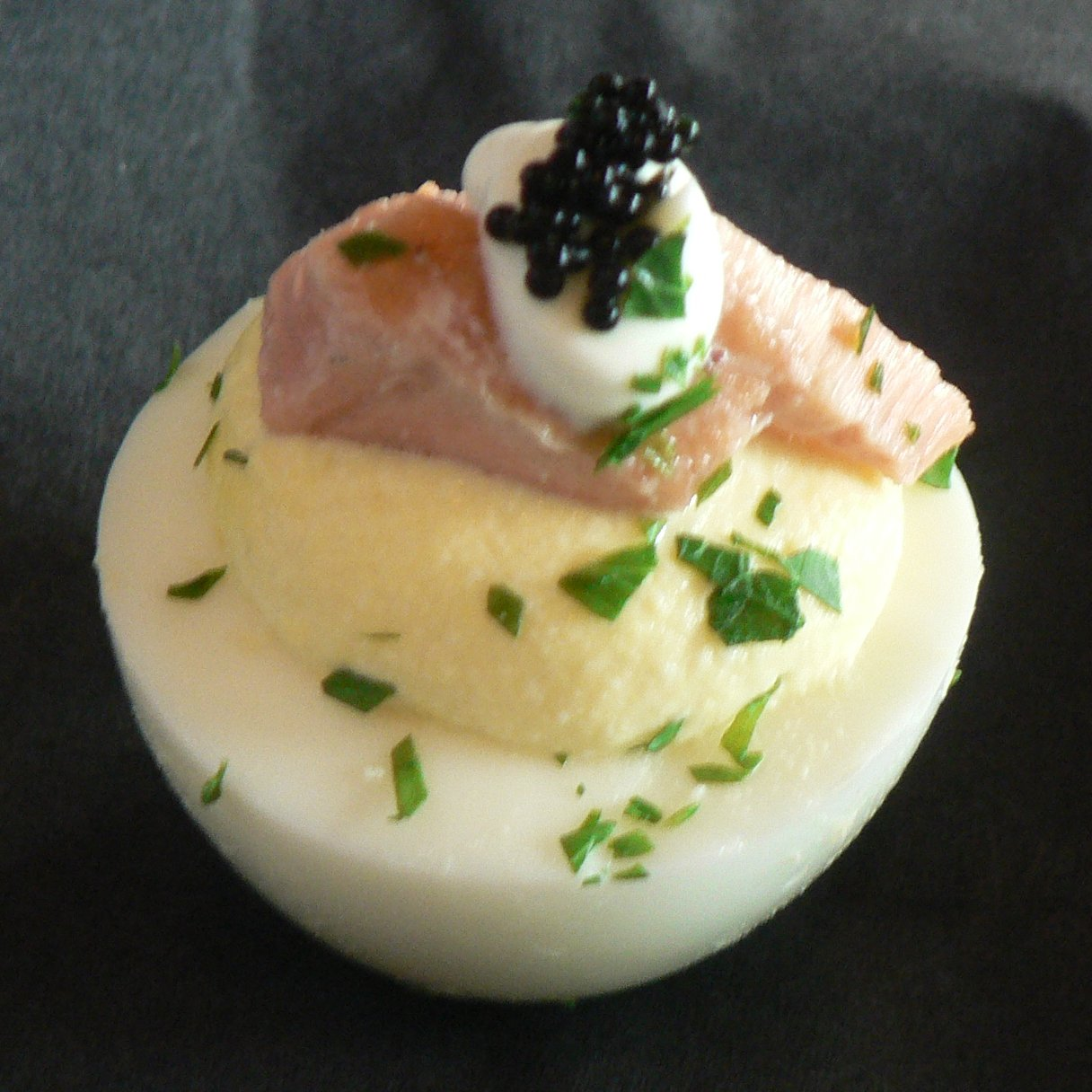
Deviled eggs, a cold hors d'oeuvre
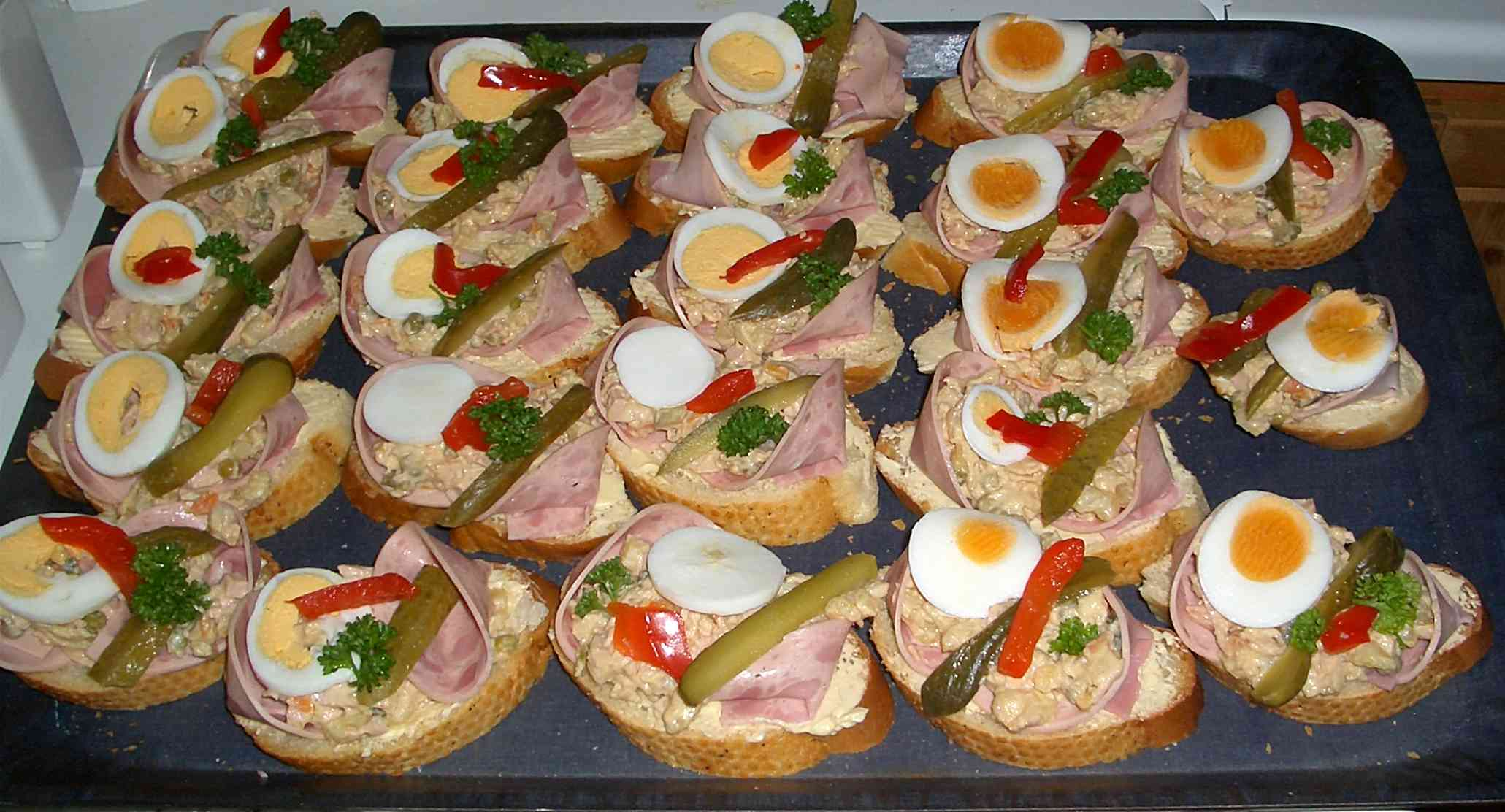
Obložené chlebíčky, a Czech và Slovak appetizer or snack
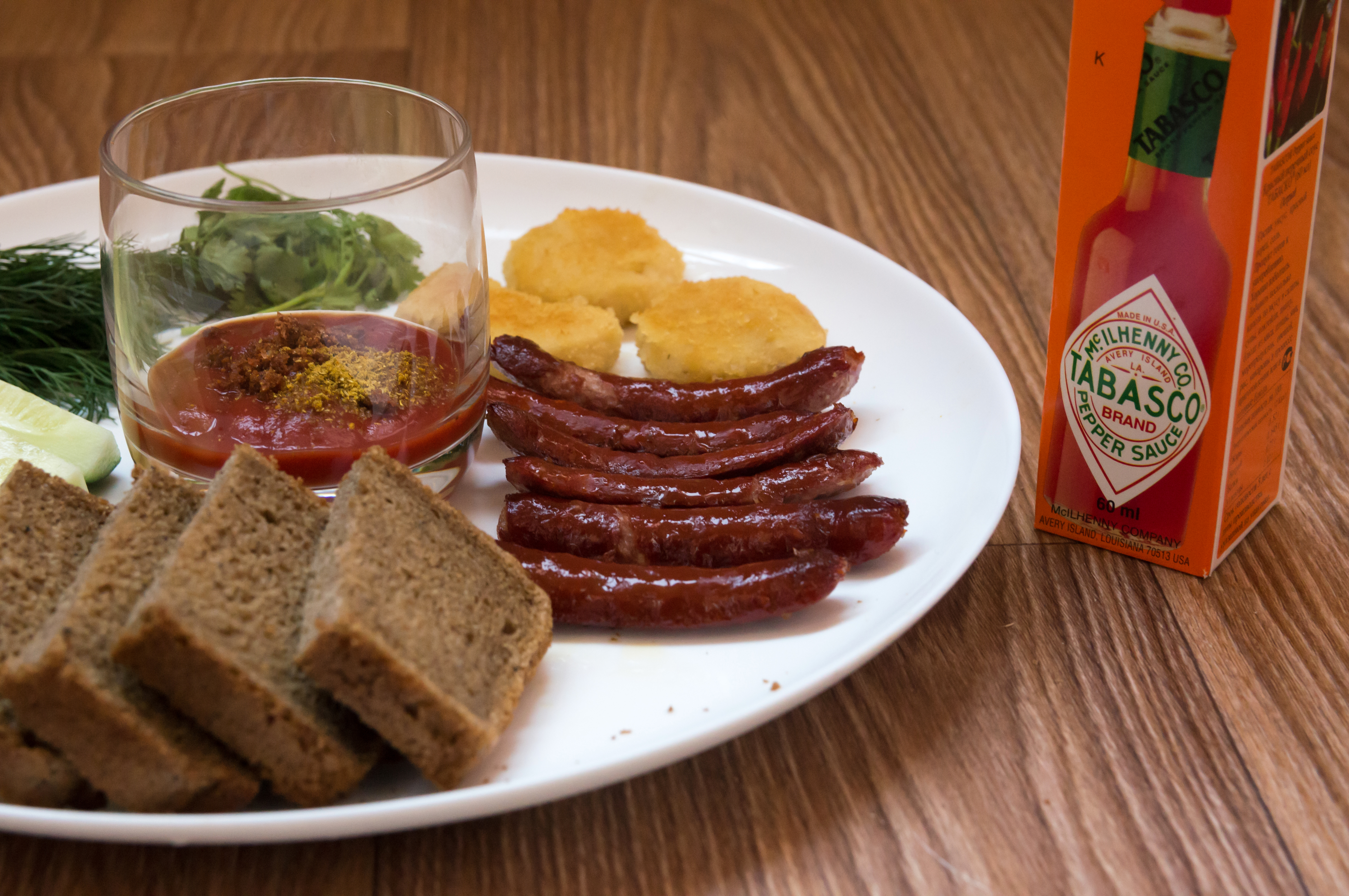
A selection of modern hors-d'oeuvres
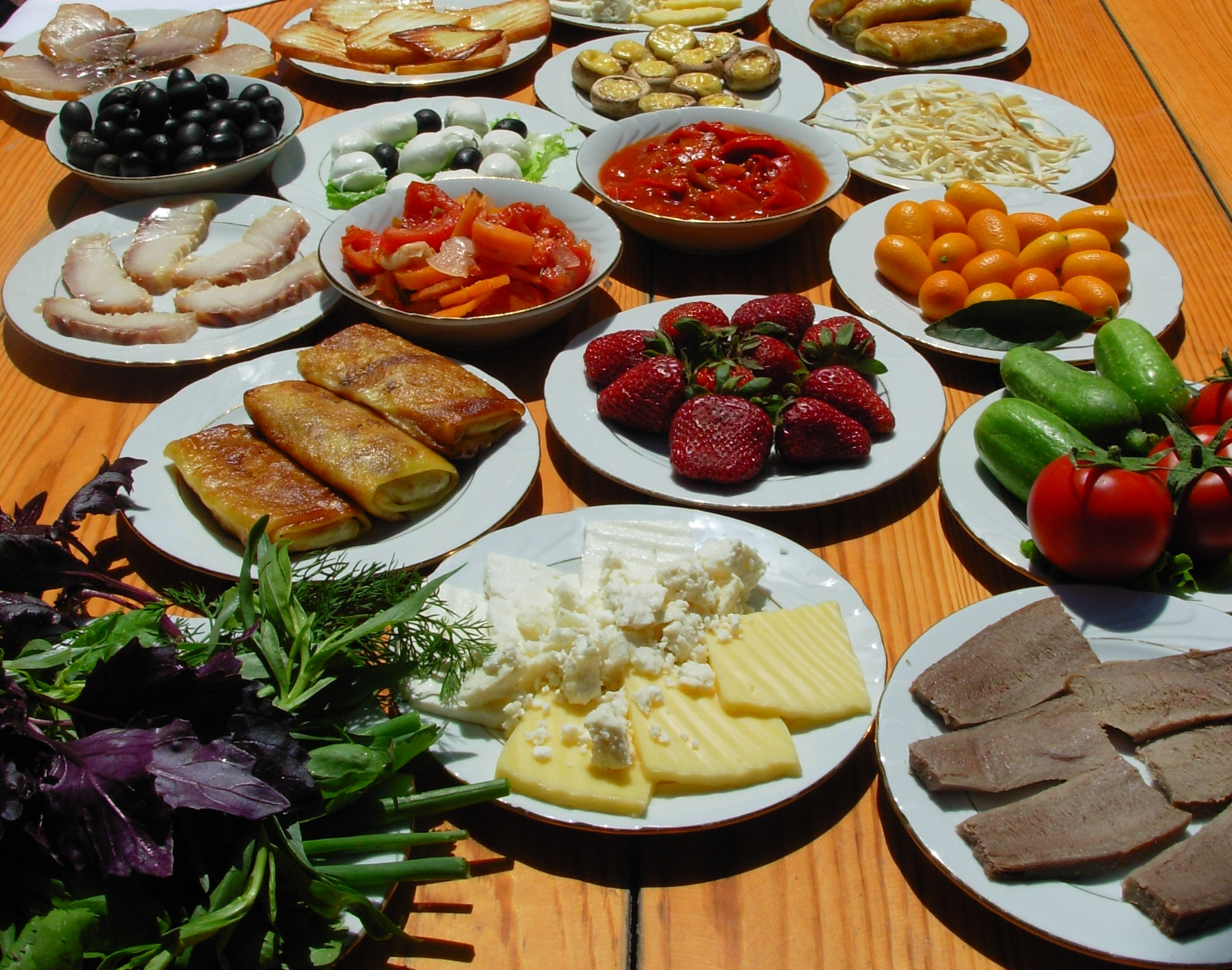
Hors d'oeuvres in Azerbaijani cuisine

## Sách tham khảo
- Cracknell, H.L.; Kaufmann, R.J. (1999). “Chapter 6: Hors-d'oeuvre”. Practical Professional Cookery. Cengage Learning. tr. 87–108. ISBN 978-1-86152-873-5. Truy cập ngày 27 tháng 12 năm 2015.
- Davidson, Alan (ngày 21 tháng 9 năm 2006). The Oxford Companion to Food. Oxford University Press. ISBN 978-0-19-280681-9.
- Dunham, J. R. (tháng 4 năm 2004). Two Women in Africa: The Ultimate Adventure. iUniverse. ISBN 978-0-595-31232-0.
- Foskett, David; Paskins, Patricia; Rippington, Neil; Thorpe, Steve (ngày 29 tháng 8 năm 2014). Practical Cookery for the Level 3 NVQ and VRQ Diploma, 6th edition. Hodder Education. ISBN 978-1-4718-0671-1.
- Louis, Regis St; D'Arcy, Jayne; Gilbert, Sarah; Harding, Paul; Le Nevez, Catherine; Maxwell, Virginia; Pozzan, Olivia; Watson, Penny (ngày 1 tháng 5 năm 2012). Lonely Planet East Coast Australia 4. Lonely Planet. ISBN 978-1-74220-660-8.
- Romero, Pedro (2007). Night+Day Mexico City. ASDavis Media Group. ISBN 978-0-9776245-6-0.
- Rombauer, Irma S.; Becker, Marion Rombauer; Becker, Ethan; Guarnaschelli, Maria (ngày 5 tháng 11 năm 1997). JOC All New Rev. – 1997. Simon and Schuster. ISBN 978-0-684-81870-2.
- Smith, Dennis Edwin (2003). From Symposium to Eucharist: The Banquet in the Early Christian World. Fortress Press. ISBN 978-1-4514-0653-5.
- Willan, Anne (ngày 23 tháng 3 năm 2012). The Country Cooking of France. Chronicle Books. ISBN 978-1-4521-0767-7.
- Wright, Clifford A. (ngày 1 tháng 1 năm 2003). Little Foods of the Mediterranean: 500 Fabulous Recipes for Antipasti, Tapas, Hors D'Oeuvre, Meze, and More. Harvard Common Press. ISBN 978-1-55832-227-1.
- Wyk, Magdaleen Van; Barton, Pat (2007). Traditional South African Cooking. Struik. ISBN 978-1-77007-407-1.